# Teilzieher
Unter Teilziehern versteht man Zugvögel, bei denen die Population im Winter teilweise am Vogelzug teilnimmt und in den Süden zieht, teilweise jedoch im Brutgebiet verbleibt (wie Standvögel) oder nur unwesentlich ihre Heimat wechselt (wie Strichvögel).
Die meisten mitteleuropäischen Vögel gelten als Teilzieher: In Deutschland gehören hierzu ungefähr 80 Prozent aller Vögel. Ein bekannter Teilzieher ist zum Beispiel der Buchfink, bei dem nur das Weibchen im Herbst in den Süden zieht, während das Männchen zurückbleibt. Auch Goldammer, Mönchsgrasmücke, Rotkehlchen, Star, Stieglitz und Zilpzalp werden den Teilziehern zugerechnet.
Aufgrund von Klimaveränderungen scheinen in letzter Zeit immer mehr Zugvogel-Arten zu Teilziehern zu werden. Die Schweizerische Vogelwarte Sempach beschreibt den langfristigen biologischen Nutzen des Teilziehens so:

„Wenn ein strenger Winter vielen der im Brutgebiet verbleibenden Individuen das Leben kostet, sind die ziehenden Artgenossen im Vorteil. Wenn der Winter mild ist, überleben die Standvögel besser und haben bei Ankunft der Zugvögel die besten Territorien schon besetzt; in diesem Fall sind die Standvögel im Vorteil. Mit dem Teilzugverhalten reagieren die Vögel somit nicht nur auf die jahreszeitlich wechselnden Lebensbedingungen, wie die typischen Zugvögel, sondern auch auf die von Jahr zu Jahr unterschiedlichen Überwinterungsbedingungen.“